# Уравнение Хилла
Уравнение Хилла (Дж.Хилл, 1886) — линейное дифференциальное уравнение второго порядка:
{\displaystyle {\frac {d^{2}y}{dt^{2}}}+f(t)y=0,}
где f(t) периодическая функция. Важными частными случаями уравнения Хилла являются уравнение Матьё и уравнение Мейснера.
Уравнение Хилла можно представить, как уравнение колебательной системы, где собственная частота колебаний меняется по периодическому закону f(t).
Уравнение Хилла очень важно для понимания устойчивости движения в осцилляторных системах. В зависимости от конкретной формы периодической функции f(t) решения могут иметь вид устойчивых квазипериодических колебаний, либо колебания будут раскачиваться с нарастающей экспоненциально амплитудой. 

## Применение
Уравнение Хилла позволяет также понять расщепление энергетических уровней электронов в периодическом поле кристаллической решётки.
В физике ускорителей уравнение Хилла описывает поперечную линейную динамику частиц в фокусирующих магнитных полях (бетатронные колебания).
В основе теории работы гиперболоидных масс-спектрометров также лежат варианты уравнения Хилла: уравнение Матьё и уравнение Мейснера (в зависимости от формы изменения во времени подаваемых на электроды потенциалов).